# Galeodes hakkariensis
Espèce
Galeodes hakkariensis est une espèce de solifuges de la famille des Galeodidae.

## Distribution
Cette espèce est endémique de la province de Hakkari en Turquie. Elle se rencontre dans le bassin du Grand Zab.

## Description
Le mâle holotype mesure 53,46 mm et la femelle paratype 50,38 mm.

## Étymologie
Son nom d'espèce, composé de hakkari et du suffixe latin -ensis, « qui vit dans, qui habite », lui a été donné en référence au lieu de sa découverte, la province de Hakkari.

## Publication originale
- Erdek, 2021 : « A new species of the solifuge genus Galeodes Olivier, 1791 from southeastern Turkey (Solifugae, Galeodidae). » Zootaxa, no 4991(1), p. 116-130.